# Tiguidanké Traoré
Pour les articles homonymes, voir Traoré.
Tiguidanké Traoré, née à Fria en république de Guinée, est une consultante en développement local, auto-entrepreneure et femme politique guinéenne.
Depuis janvier 2022, elle est conseillère au sein du Conseil national de la transition (CNT) de la Guinée dirigé par Dansa Kourouma.

## Biographie
Tiguidanké Traoré a fait ses études supérieures de maîtrise en communication d'entreprise et sociale à l'Institut de sciences de l'information et de la communication (ISSIC) de Dakar.
Elle est vice-présidente de l'ONG Africa Woman Agrobusiness Center (AWAC) de Guinée, Burkina Faso et Mali de janvier 2016 à janvier 2018.
En 2018, elle se lance en politique dans le parti du Mouvement réformateur en Belgique et devient la première Belge d'origine guinéenne à se présenter sur une liste électorale du parti.
Le 22 janvier 2022, elle est nommée par décret membre du Conseil national de la transition en tant que représentante des organisations des personnes guinéennes de l'étranger,.